# Armed Forces Revolutionary Council (Sierra Leone)

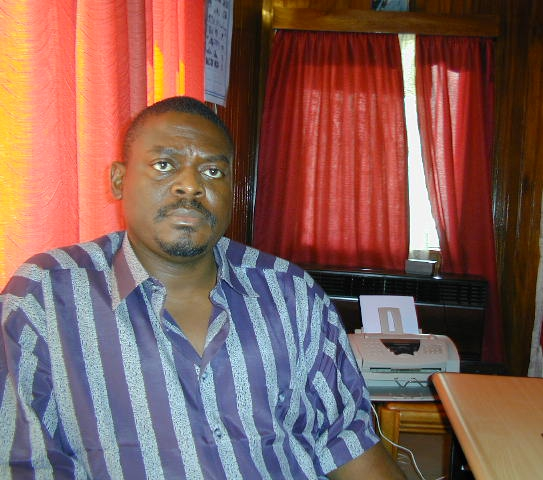
Johnny Paul Koroma (1999)

Der Armed Forces Revolutionary Council (AFRC; zu Deutsch etwa Revolutionsrat der bewaffneten Streitkräfte) war ein Rat von Soldaten in Sierra Leone, der im Rahmen des Bürgerkriegs in Sierra Leone 1997 und 1998 kurzzeitig die Führung des Landes übernahm.
Der AFRC wurde von Major Johnny Paul Koroma 1997 gegründet und übernahm durch einen Putsch am 25. Mai 1997 die Macht vom demokratisch gewählten Präsidenten Ahmad Tejan Kabbah. Koroma selber war bis zum Eingreifen einer westafrikanischen Truppe als Vorsitzender des AFRC bis zum 12. Februar 1998 illegitimes Staatsoberhaupt Sierra Leones.
Im Juni 2007 wurden drei Personen des AFRC, Alex Tamba Brima, Brima Bazzy Kamara und Santigie Borbor Kanu, vom Sondergerichtshof für Sierra Leone der Kriegsverbrechen, Terrorismus, Mord, Vergewaltigung, Sklaverei, Rekrutierung und Einsatzes von Kindersoldaten und weiterer Verbrechen für schuldig befunden. Sie erhielten Haftstrafen von 45 bzw. 50 Jahren, die sie im Mpanga-Gefängnis in Ruanda verbüßen.